# .416 Barrett
Le .416 Barrett est un type de munition antipersonnel créé par Barrett Firearms Inc. C'est une munition de 10,6x83 mm ; mise au point, en 2005, par Chris Barrett . Il a décidé de repenser l'idée commune selon laquelle une balle plus lourde allait plus loin. Sa vitesse à la sortie du canon est supérieure à celle de la .50 BMG due à un poids inférieur de la munition. En effet, la .416 Barrett passe sous la vitesse du son à partir de 2500 mètres contrairement à sa cousine qui devient subsonique dès 1700 mètres. En effet, le diamètre étant moins important, la munition est moins soumise aux frottements de l'air. De par sa vitesse accrue, la balle est moins sensible à certains facteurs tels le vent, la température. Elle conserve une trajectoire plus droite.
Elle équipe certains fusils de précision comme le Barrett M99, ou plus récemment une version du PGM hécate II.
On peut trouver deux masses pour la munition : en 398 grains soit 25.8 g ou en 450 grains soit 29.16 g
| Projectile                       | Longueur du canon | Vitesse à la bouche du canon et énergie cinétique développée |  |
| -------------------------------- | ----------------- | ------------------------------------------------------------ |  |
| .416 Barrett (398 grains/25.8 g) | 32" - 81.28cm     | 3150 fps - 960 m/s-11 889 joules                             |  |
| .416 Barrett (450 grains/29.6 g) | 32" - 81.28cm     | 3025 fps - 922 m/s-12 581 joules                             |  |
| .416 Barrett (398 grains/25.8 g) | 29" - 73.66cm     | 3000 fps - 914 m/s-10 781 joules                             |  |